# دیت ا لایو
دیت ا لایو (به انگلیسی: Date A Live) مجموعه لایت ناول ژاپنی نوشته کوشی تاچیبانا و تصویرگری سوناکو که در ۲۲ جلد از مارس ۲۰۱۱ تا مارس ۲۰۲۰ منتشر شده است. ین پرس مجوز انتشار و ترجمه لایت ناول به زبان انگلیسی را دارد.
مجموعه تلویزیونی انیمه اقتباس شده از این اثر تولید استودیو AIC Plus+ بین آوریل و ژوئن ۲۰۱۳ پخش شد. فصل دوم ساخته استودیو Production IMS بین آوریل و ژوئن ۲۰۱۴ پخش شد. فصل سوم ساخته استودیو جی.سی.استاف بین ژانویه و مارس ۲۰۱۹ پخش شد و فصل چهارم ساخته استودیو Geek Toys از آوریل تا ژوئن ۲۰۲۲ پخش شد. فصل پنجم نیز از آوریل تا ژوئن ۲۰۲۴ پخش گردید.

## داستان
یک پدیده عجیب به نام «زلزله فضایی» مرکز اوراسیا را ویران می‌کند و حداقل ۱۵۰ میلیون تلفات بر جای می‌گذارد. برای ۳۰ سال آینده، زمین لرزه‌های فضایی کوچک‌تر، جهان را گرفتار می‌کند. شیدو ایتسوکا، یک دانش آموز دبیرستانی معمولی، در کانون زمین‌لرزه اولین زمین لرزه با دختری مرموز روبرو می‌شود. او بعدها متوجه می‌شود که این دختر یکی از «ارواح» از بعدهای مختلف است که عامل واقعی زمین‌لرزه‌های فضایی هستند. وقتی ارواح خود را در دنیای واقعی نشان می‌دهند رخ می‌دهد. او همچنین می‌فهمد که کوتوری فرمانده کشتی هوایی فراکسینوس است که توسط سازمان Ratatoskr و شرکت مادر آن Asgard Electronics هدایت می‌شود.
شیدو توسط Ratatoskr استخدام می‌شود تا از توانایی اسرارآمیز خود برای مهر و موم کردن قدرت ارواح استفاده کند تا مانع از تهدید آنها برای نابودی بشریت شود. با این حال، یک نکته وجود دارد: برای مهر و موم کردن قدرت یک روح، او باید هر روح را عاشق خود کند و او را وادار کند که او را ببوسد. علاوه بر این، شیدو و همراهانش با مخالفت AST (تیم ضد روح) (یک واحد ویژه طراحی شده برای سرکوب تهدید ناشی از Spirits با از بین بردن آنها) روبرو می‌شوند. سر آیزاک ری پلهام وستکات که قصد دارد از قدرت روح‌ها برای برنامه کاری خود سوء استفاده کند. از آنجایی که شیدو با موفقیت به مهر و موم کردن ارواح بیشتر و بیشتر ادامه می‌دهد، متحدانی به دست می‌آورد تا به او در قرارهایش با ارواح دیگر کمک کنند، اما همچنین رقابت بین آنها را برای جلب توجه و محبت او افزایش می‌دهد که باعث ناراحتی او می‌شود.